# Goera tungusensis
Goera tungusensis är en nattsländeart som beskrevs av Martynov 1909. Goera tungusensis ingår i släktet Goera och familjen grusrörsnattsländor. Inga underarter finns listade i Catalogue of Life.